# Eugen Strähl

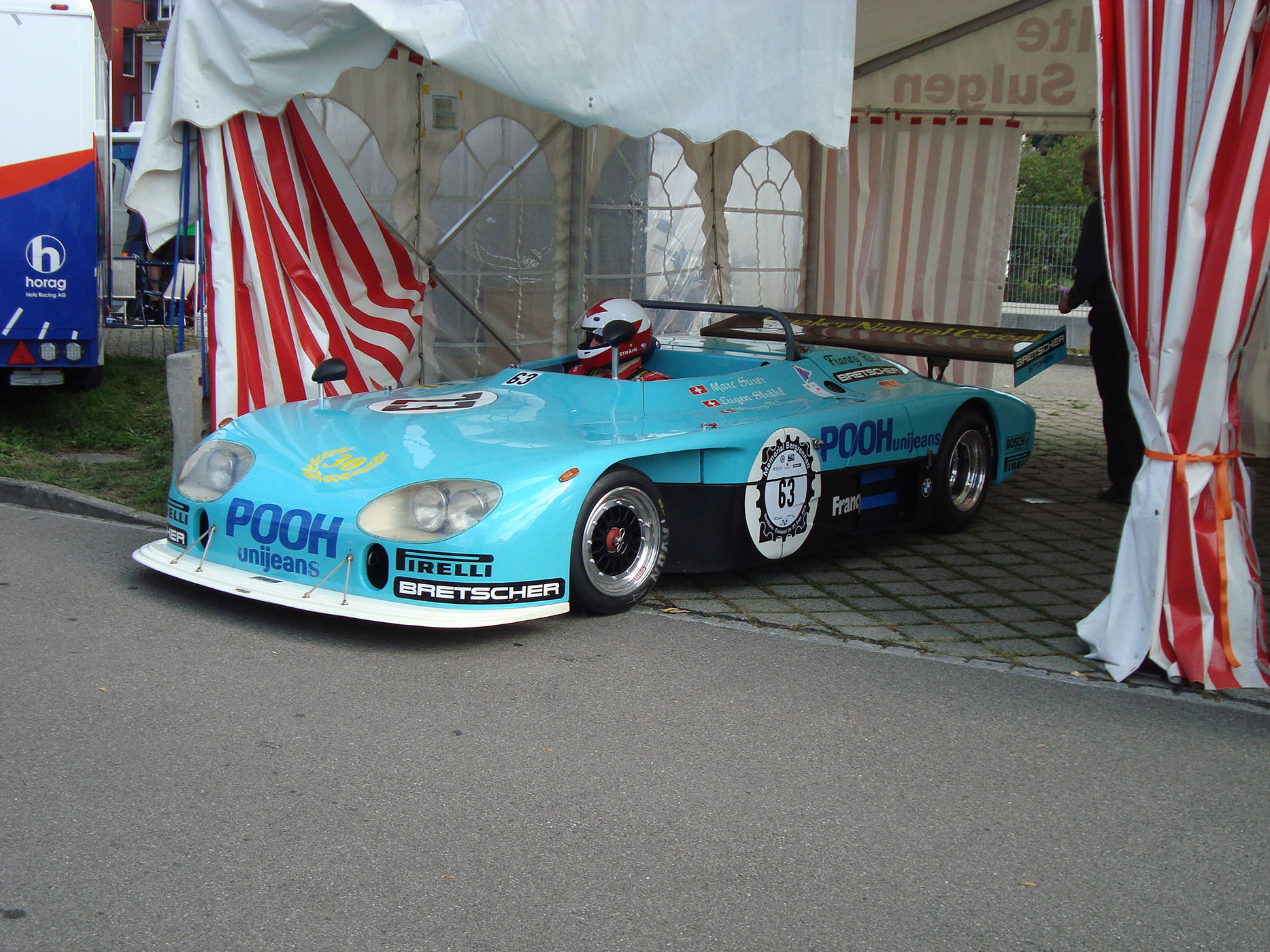
Auf einem Sauber C5 startete Eugen Strähl 1977 in der Sportwagen-Weltmeisterschaft

Eugen Strähl (* 2. Mai 1944 in St. Gallen) ist ein ehemaliger Schweizer Unternehmer und Autorennfahrer.

## Unternehmer
Eugen Strähl war viele Jahre als Unternehmer in der Futtermittelproduktion tätig. Die 2009 in Leimbach, Kanton Thurgau, gegründete Eugen Strähl AG wurde 2019 wieder geschlossen.

## Karriere als Rennfahrer
Eugen Strähl bekam 1966 seine erste Fahrerlizenz und startete mit dem Alfa Romeo seiner Mutter bei Automobil-Slaloms, einer in den 1960er-Jahren in der Schweiz populären Motorsportform. In den späten 1960er- und frühen 1970er-Jahren beschränkten sich seine Aktivitäten auf den Tourenwagensport. 
1973 startete er zum ersten Mal für das Team seines Landsmanns Fredy Lienhard. Lienhard war Erbe der Lista Holding und betrieb einen eigenen Rennstall, für den Strähl in den folgenden Jahren immer wieder an den Start ging. Bis ins hohe Alter verband die beiden Rennfahrer eine enge Freundschaft. 1975 debütierte er beim 24-Stunden-Rennen von Le Mans und erreichte gemeinsam mit Gerhard Maurer und Christian Beez im Porsche 911 Carrera RS überraschend den Sieg in der GTS-Klasse und den zehnten Gesamtrang. 
Eugen Strähl war einer der ersten Fahrer im Rennstall von Peter Sauber. Zweimal startete er für Sauber in Le Mans sowie 1976 und 1977 in der Sportwagen-Weltmeisterschaft. Seine beste Platzierung in der Meisterschaft war der zweite Gesamtrang beim 500-km-Rennen von Pergusa 1977. Seine fünf Rennsiege – in Le Castellet, Misano, monza und auf dem Hockenheimring – erzielte er in Sportwagenrennen ohne Status. Neben Starts in der Interserie bestritt er 1979 und 1980 drei Rennen in der Formel-2-Europameisterschaft.

## Statistik

### Le-Mans-Ergebnisse
| Jahr | Team                      | Fahrzeug               | Teamkollege    | Teamkollege    | Platzierung             | Ausfallgrund |
| ---- | ------------------------- | ---------------------- | -------------- | -------------- | ----------------------- | ------------ |
| 1975 | Gerhard Maurer            | Porsche 911 Carrera RS | Gerhard Maurer | Christian Beez | Rang 10 und Klassensieg |              |
| 1977 | P. P. Sauber AG           | Sauber C5              | Peter Bernhard |                | Ausfall                 | Ölleck       |
| 1978 | Artos Francy Sauber PP AG | Sauber C5              | Marc Surer     | Harry Blumer   | nicht klassiert         |              |

### Einzelergebnisse in der Sportwagen-Weltmeisterschaft
| Saison | Team         | Rennwagen | 1   | 2   | 3   | 4   | 5   | 6   | 7   | 8   | 9   | 10  | 11  | 12  | 13  | 14  | 15  | 16  | 17  |
| ------ | ------------ | --------- | --- | --- | --- | --- | --- | --- | --- | --- | --- | --- | --- | --- | --- | --- | --- | --- | --- |
| 1976   | Peter Sauber | Sauber C5 | MUG | VAL | NÜR | MON | SIL | IMO | NÜR | ZEL | PER | WAT | MOS | DIJ | DIJ | SAL |     |     |     |
| 1976   | Peter Sauber | Sauber C5 |     |     |     |     |     |     |     |     |     |     |     |     | 13  | 5   |     |     |     |
| 1977   | Sauber       | Sauber C5 | DAY | MUG | DIJ | MON | SIL | NÜR | VAL | PER | WAT | EST | LEC | MOS | IMO | SAL | BRH | HOK | VAL |
| 1977   | Sauber       | Sauber C5 |     |     | DNF | DNF |     |     |     | 2   |     | 5   | 5   |     | DNF | DNF |     |     |     |
| 1978   | Sauber       | Sauber C5 | DAY | SEB | MUG | TAL | DIJ | SIL | NÜR | LEM | MIS | DAY | WAT | VAL | ROD |     |     |     |     |
| 1978   | Sauber       | Sauber C5 |     |     |     |     | DNF |     |     |     |     |     |     |     |     |     |     |     |     |